# Никсоновский шок
Никсоновский шок, или Шок Никсона (англ. Nixon Shock) — серия экономических реформ, осуществлённых президентом США Ричардом Никсоном в 1971 году, самой значительной из которых стал односторонний отказ США от привязки курса доллара к золоту, приведший к фактической остановке работы Бреттон-Вудской системы. Поскольку реформы были проведены без согласия членов системы, они получили название «Никсоновского шока». К 1973 году Бреттон-Вудская система де-факто была заменена на систему c плавающим валютным курсом. В 1976 году на Ямайской конференции Международного валютного фонда (МВФ) было зафиксировано окончательное изменение мировой валютной системы.

## Предыстория
В 1944 году представителями 44 стран было достигнуто международное соглашение о золото-долларовом стандарте, получившем название «Бреттон-Вудская система». США обязались конвертировать доллары в золото по фиксированной ставке в 35 долларов за тройскую унцию. Конвертировать доллары в золото могли только правительства и центральные банки других стран: указом № 6102 физическим и юридическим лицам в США было запрещено хранить золото в слитках и торговать им с 1933 по 1975 годы. Страны-участницы использовали доллары как резервную валюту, удерживали стабильным обменный курс национальной валюты к доллару США и осуществляли международные платежи в долларах.
Поначалу Бреттон-Вудская система работала исправно: экономика США стала ориентироваться на экспорт в страны, пострадавшие в ходе Второй мировой войны (см. также План Маршалла и ГАТТ), высокий спрос на американскую продукцию (автомобили, сталь, станки и т.д.) обуславливал высокий спрос на доллары. При этом в распоряжении США находилось 574 миллиона унций золота — больше половины мирового золотого запаса на момент окончания Второй мировой войны — и способность страны соблюдать принципы Бреттон-Вудской системы не подвергалась сомнению.
К середине 1960-х восстановление Японии и стран Западной Европы в значительной мере состоялось, а доля США в мировом производстве упала с 35 процентов до 27. Из-за развития европейских и азиатских внутренних рынков снизился спрос на доллары, усугублённый переизбытком данной денежной единицы в системе в результате расходов США на войну во Вьетнаме, финансовую помощь различным странам и внутренние программы в рамках проекта «Великое общество». Растущий дефицит торгового баланса США привёл к тому, что количество долларов за рубежом при конвертации по официальному курсу превысило запасы золота внутри США (см. также Парадокс Триффина). К 1966 году на хранении у иностранных центральных банков находилось 14 миллиардов долларов, в то время как золотой запас США оценивался в 13,2 миллиарда, из которых лишь 3,2 миллиарда покрывали внешние валютные обязательства. Остальное золото обеспечивало доллары внутри США. Таким образом, США не смогли бы выполнить свои обязательства по конвертации долларов в золото по фиксированной цене даже на четверть от общего объёма иностранных запасов доллара. Попытки США и МВФ уменьшить дефицит торгового баланса путём ограничения оттока долларов за границу, склонения партнёров к завышению курсов своей валюты и введения не связанного с долларом или золотом платёжного средства, предпринятые ещё в периоды правлений Джона Кеннеди и Линдона Джонсона, имели крайне ограниченный успех.
В 1960-х годах в США замедлился экономический рост. В январе 1970 года инфляция достигла 6,2 % — худший показатель за 18 лет, а в декабре того же года безработица выросла до 6,2 % — высшего показателя за восемь лет. Недовольство других членов Бреттон-Вудской системы постоянно росло, так как из-за жёсткого курса валют они были вынуждены постоянно увеличивать денежную массу в своих странах в связи с инфляцией в США. Министр финансов Франции Валери Жискар Д’Эстен открыто называл систему «чрезмерной привилегией американцев», и уже в середине 1960-х страны начали конвертировать доллары в золото.
В начале 1971 года ФРГ обменяла на золото пять миллиардов долларов и вышла из Бреттон-Вудской системы, а Франция за предыдущие несколько лет сумела накопить золотовалютные запасы на сумму в 500 миллионов долларов. 5 августа 1971 года Конгресс США опубликовал отчёт с рекомендацией девальвировать доллар в попытке защитить валюту от «иностранных спекулянтов». 9 августа из Бреттон-Вудской системы вышла Швейцария.

## Реформы Никсона
13 августа 1971 года президент США Ричард Никсон провёл в Кэмп-Дэвиде секретное совещание, на котором присутствовали 15 его советников. Среди них были директор Административно-бюджетного управления Джордж Шульц, министр финансов Джон Конналли, его заместитель — Пол Волкер и глава ФРС США Артур Бёрнс.
Конналли и Шульц настаивали на отказе от привязки курса доллара к золоту и увеличению денежной массы посредством печати долларов. Бёрнс возражал против такого пути и рекомендовал девальвировать доллар, подняв цену на золото выше 35 долларов за унцию, но, под сильным давлением Никсона, фактически согласился на предложение Конналли. Никсон стремился заручиться поддержкой Бёрнса, так как глава ФРС пользовался высоким доверием населения страны. Волкер же считал, что меры по спасению доллара, предложенные Бёрнсом, могут носить временный характер, и возврат к Бреттон-Вудской системе возможен, пусть с более гибким механизмом для изменения котировок.
План, предложенный Конналли, включал следующие пункты:
- Замораживание цен и зарплат на 90 дней для борьбы с инфляцией в стране (эта мера была введена впервые со времён Второй мировой войны);
- 10-процентная пошлина на импортируемые товары с целью заставить другие страны пересмотреть курсы валют, от чего многие участники Бреттон-Вудской системы ранее отказались;
- Небольшие сокращения (5 %) финансовой помощи иностранным государствам (на возражение помощника госсекретаря Роджерса, Конналли ответил, что «если тот не заткнётся, заставим урезать помощь на 15 процентов»)
- Выход США из Бреттон-Вудской системы, который Конналли преподнёс не как отказ Америки от поддержания золотого стандарта, а как взятие Америкой ситуации под контроль.

Через два дня, 15 августа, Никсон в телевизионном обращении объявил о финансовых реформах, объяснив, что новый экономический план направлен на улучшение торгового баланса страны, замедление инфляции и снижение уровня безработицы.

## Последствия реформ
Сразу после воскресного телеобращения Никсона реформы были позитивно восприняты населением США, считавшим, что правительство страны спасло его от иностранных спекулянтов и вызванного ими валютного кризиса. В понедельник, 16 августа, индекс Доу Джонса вырос на 33 пункта — на тот момент это был рекордный суточный рост за всю историю индекса, а газета The New York Times восхищалась решительными действиями Никсона. За границей же односторонние действия США были восприняты резко отрицательно, так как Никсон без какого-либо предупреждения лишил другие страны возможности конвертировать находившиеся у них доллары в золото, тогда как ценность доллара оказалась под большим вопросом.
После нескольких месяцев переговоров страны «Группы десяти» установили новые котировки, основанные на обесценившемся долларе и закреплённые Смитсонианским соглашением в декабре 1971 года. Соглашение, также предусматривавшее снятие 10%-го тарифа на импорт, Никсон охарактеризовал как «самое значимое денежное соглашение в истории мира», однако оговорённые котировки продержались лишь до февраля 1973 года. Спекулятивное рыночное давление привело к дальнейшему обесцениванию доллара, вынудив страны пересмотреть котировки в очередной раз. В марте 1973 года шесть европейских стран — членов «Группы десяти» согласились установить плавающий относительно доллара курс для своей валюты, фактически подтвердив отказ от Бреттон-Вудской системы, однако официально отказ не был зафиксирован до 1978 года, когда вступила в действие Ямайская валютная система.
В долгосрочной перспективе шок Никсона привёл к стагфляции в США, снизил покупательскую способность доллара и усугубил американскую рецессию 1970-х годов. Отказ от привязки к золоту сделал доллар полностью фиатной валютой.
Некоторые экономисты считают, что у шока были и позитивные стороны. Дело в том, что у США на момент начала никсоновских реформ не было достаточного количества золота для обеспечения доллара, и дальнейший обмен долларов на золото мог бы вызвать более негативные последствия, в особенности если бы курс по отношению к золоту искусственно удерживался. В таком случае после исчерпания золотых запасов США могла бы ждать более сильная девальвация, а также полная утрата доверия к доллару как к резервной валюте.